# Roberto Muñoz Urrutia
Roberto Muñoz Urrutia (22 de octubre de 1906 - 7 de octubre de 1981) fue un agricultor, médico cirujano y político chileno, miembro del Partido Agrario Laborista (PAL). Se desempeñó como director general de Sanidad en 1955 y como ministro de Salud Pública y Previsión Social entre 1956 y 1957, durante el segundo gobierno del presidente Carlos Ibáñez del Campo.

## Familia y estudios
Nació en 1906, hijo de Roberto Anacleto Muñoz Inostroza y Delia Rosa Urrutia Fuentes. Realizó sus estudios superiores en la carrera de medicina en la Universidad de Chile.
Estuvo casado con Marta Monares Soto, hija de Anacleto Monares Briones y Claudina Soto Vidal.

## Vida pública
El 27 de agosto de 1956, fue nombrado por el presidente Carlos Ibáñez del Campo como titular del Ministerio de Salud Pública y Previsión Social, siendo destituido de dicho cargo el 8 de julio de 1957, luego de que apoyara al ministro del Interior Francisco O'Ryan Orrego, oponiéndose al alza en los precios de diversos alimentos. Además, fue expulsado del PAL tras la reestructuración ministerial efectuada por Ibáñez del Campo.
Falleció en 1981. A modo de homenaje, fue bautizado en su nombre el «Hospital Doctor Roberto Muñoz Urrutia», ubicado en la comuna de Huépil, región del Biobío